# 402008 Laborfalviróza
402008 Laborfalviróza è un asteroide della fascia principale. Scoperto nel 2003, presenta un'orbita caratterizzata da un semiasse maggiore pari a 2,386377 UA e da un'eccentricità di 0,183905, inclinata di 3,941529° rispetto all'eclittica.
È dedicato a Róza Laborfalvi, attrice ungherese del XIX secolo.